# Jezuitská jezera
Jezuitská jezera  jsou soustavou sestávající ze dvou větších jezírek o rozloze vodní plochy 0,28 ha jezero I a 0,45 ha jezero II a dvou malých jezírek vzniklých jako mrtvé rameno řeky Orlice po provedení regulace Orlice  v dvacátých letech 20. století. Jedná se o rybářskou lokalitu téměř v centru města Hradec Králové. Nachází se v blízkosti II silničního okruhu u Malšovického jezu. 

## Galerie

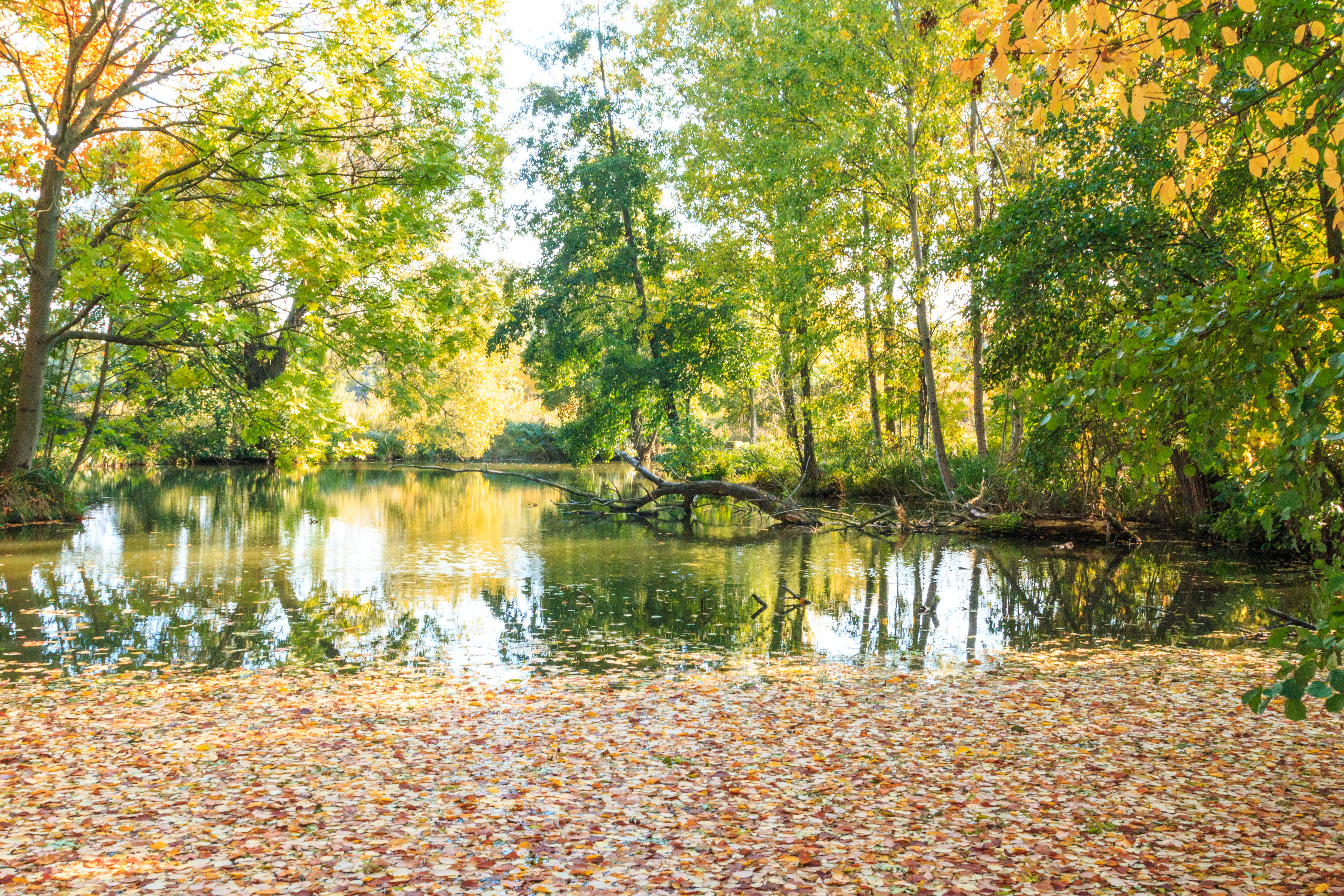
pohled na Jezuitská jezera
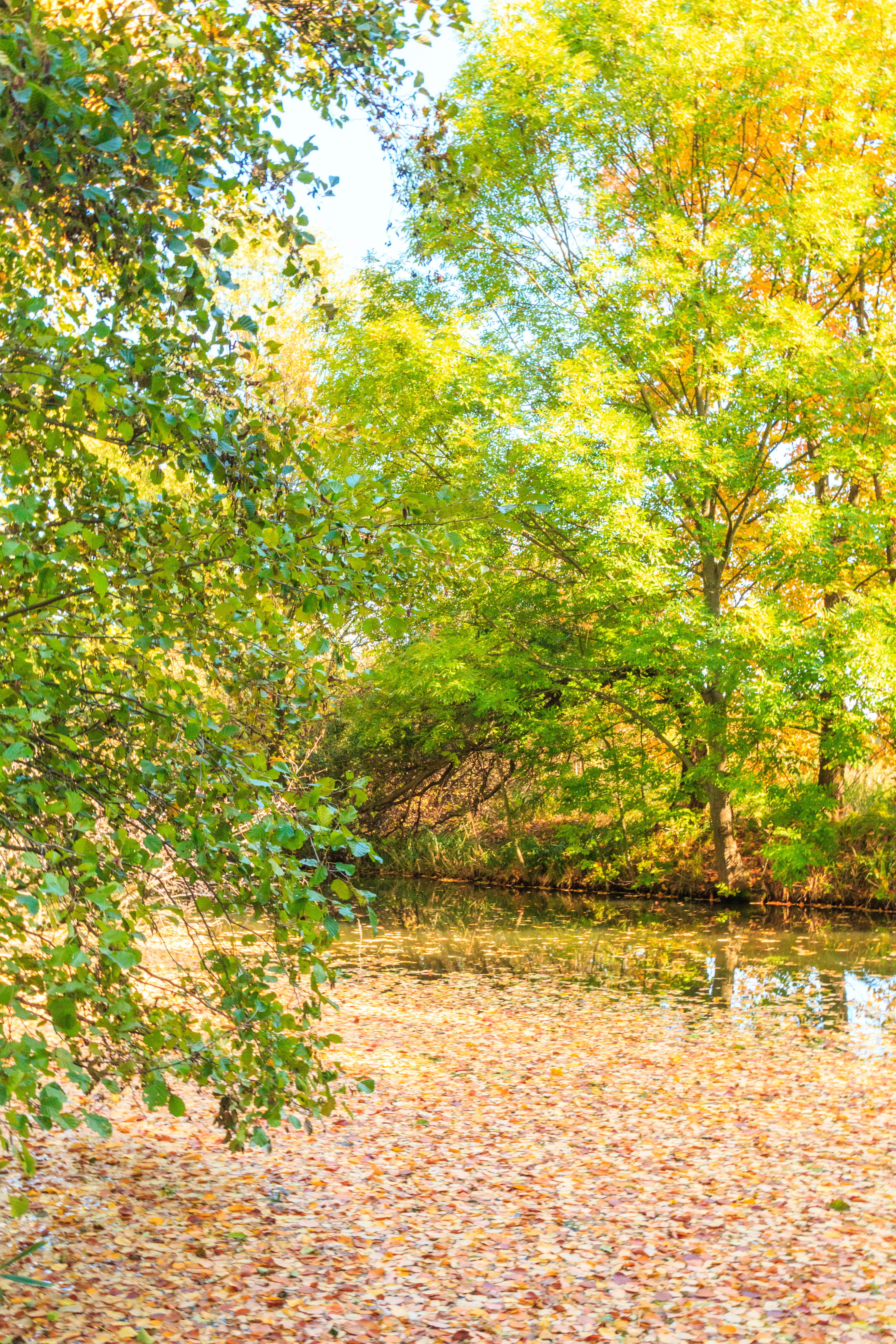
pohled na Jezuitská jezera
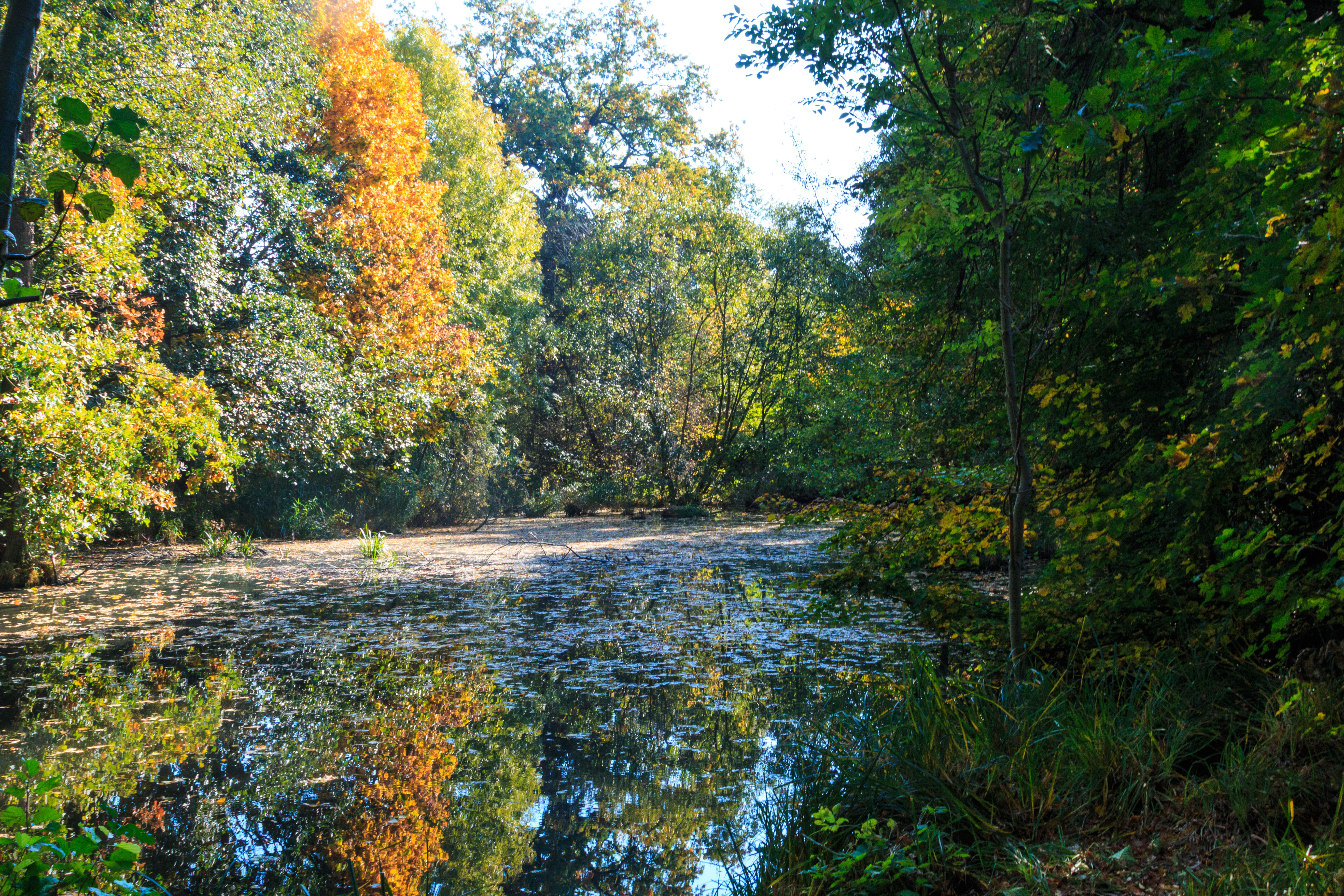
pohled na Jezuitská jezera
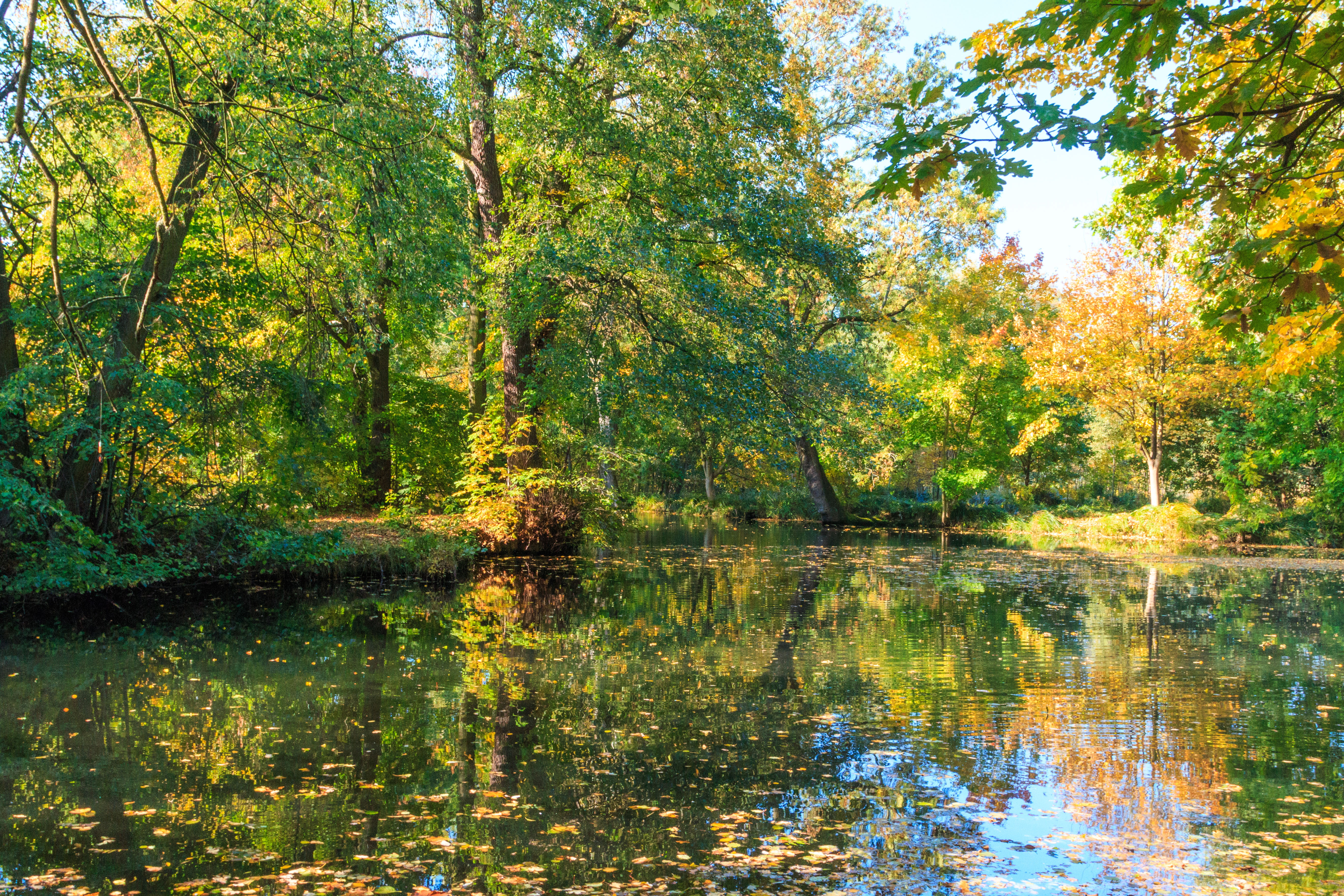
pohled na Jezuitská jezera